# یاسین امین آسهنون
یاسین امین آسهنون (فنلاندی: Jasin-Amin Assehnoun؛ زادهٔ ۲۶ دسامبر ۱۹۹۸) بازیکن فوتبال اهل فنلاند است.
از باشگاه‌هایی که در آن بازی کرده‌است می‌توان به اشاره کرد.
وی همچنین در تیم‌های ملی فوتبال زیر ۲۱ سال فنلاند و فنلاند بازی کرده‌است.